# Eremias yarkandensis
Eremias yarkandensis là một loài thằn lằn trong họ Lacertidae. Loài này được Blanford mô tả khoa học đầu tiên năm 1875.